# البطولة الوطنية للرأس الأخضر 2018
البطولة الوطنية للرأس الأخضر 2018 (بالبرتغالية: Campeonato Cabo-Verdiano de Futebol de 2018‏) هو موسم من البطولة الوطنية للرأس الأخضر. كان عدد الأندية المشاركة فيه 12، وفاز فيه Académica da Praia ‏.